# Chaetostoma lineopunctatum
Chaetostoma lineopunctatum es una especie de peces de la familia Loricariidae.

## Morfología
Los machos pueden llegar alcanzar los 14,3 cm de longitud total.

## Hábitat
Es un pez de agua dulce.

## Distribución geográfica
Se encuentra en los ríos Aguaytia, Pachitea y Pisqui, en la cuenca del Ucayali, en Perú.